# Hamweddel
Hamweddel település Németországban, Schleswig-Holstein tartományban. Lakosainak száma 459 fő (2023. december 31.).

## Népesség
A település népességének változása:
| Lakosok száma | 390  | 440  | 450  | 459  | 463  | 459  |
|               | 1975 | 2017 | 2019 | 2021 | 2022 | 2023 |